# قاعدة غوانتانامو

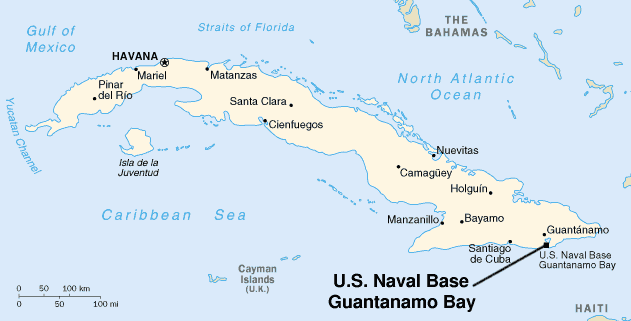
خريطة كوبا مع موقع القاعدة البحرية الأمريكية في خليج غوانتانامو

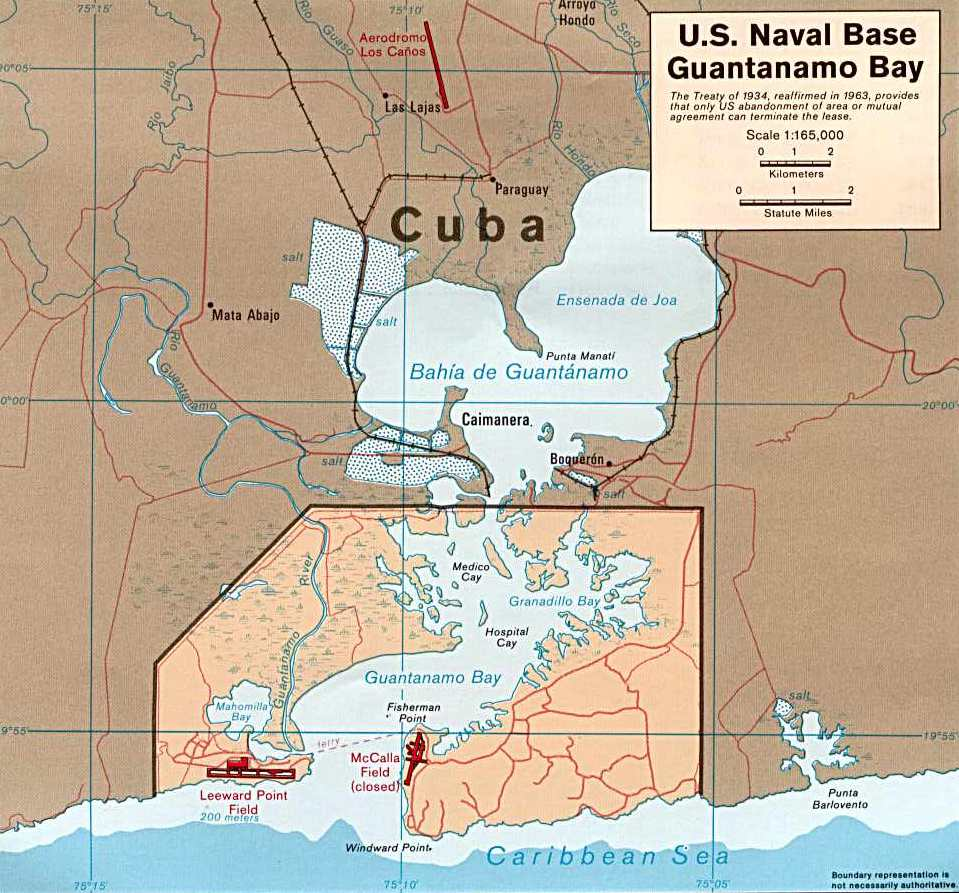
خريطة لخليج غوانتانامو تظهر الحدود التقريبية للقاعدة البحرية الأمريكية

قاعدة غوانتنامو (بالإنجليزية: United States Naval Station Guantanamo Bay)، هي قاعدة عسكرية بحرية أمريكية، أُنشئت سنة 1903، ومنذ عملية خليج الخنازير في فترة الستينات من القرن العشرين، عززت القوات الأمريكية تواجدها في غوانتنامو، وأكثر الحوادث شهرة، حادثة اعتقال أشخاص مسلمين من أفغانستان وباكستان إلى معتقل غوانتانامو .

## المناخ
يظهر الجدول التالي التغييرات المناخية على مدار السنة لقاعدة غوانتانامو:
| البيانات المناخية لـقاعدة غوانتانامو | البيانات المناخية لـقاعدة غوانتانامو | البيانات المناخية لـقاعدة غوانتانامو | البيانات المناخية لـقاعدة غوانتانامو | البيانات المناخية لـقاعدة غوانتانامو | البيانات المناخية لـقاعدة غوانتانامو | البيانات المناخية لـقاعدة غوانتانامو | البيانات المناخية لـقاعدة غوانتانامو | البيانات المناخية لـقاعدة غوانتانامو | البيانات المناخية لـقاعدة غوانتانامو | البيانات المناخية لـقاعدة غوانتانامو | البيانات المناخية لـقاعدة غوانتانامو | البيانات المناخية لـقاعدة غوانتانامو | البيانات المناخية لـقاعدة غوانتانامو |
| الشهر                                | يناير                                | فبراير                               | مارس                                 | أبريل                                | مايو                                 | يونيو                                | يوليو                                | أغسطس                                | سبتمبر                               | أكتوبر                               | نوفمبر                               | ديسمبر                               | المعدل السنوي                        |
| ------------------------------------ | ------------------------------------ | ------------------------------------ | ------------------------------------ | ------------------------------------ | ------------------------------------ | ------------------------------------ | ------------------------------------ | ------------------------------------ | ------------------------------------ | ------------------------------------ | ------------------------------------ | ------------------------------------ | ------------------------------------ |
| متوسط درجة الحرارة الكبرى °ف (°م)    | 84 (29)                              | 84 (29)                              | 86 (30)                              | 88 (31)                              | 88 (31)                              | 90 (32)                              | 91 (33)                              | 91 (33)                              | 91 (33)                              | 90 (32)                              | 88 (31)                              | 86 (30)                              | 88.2 (31.2)                          |
| متوسط درجة الحرارة الصغرى °ف (°م)    | 68 (20)                              | 68 (20)                              | 70 (21)                              | 72 (22)                              | 73 (23)                              | 75 (24)                              | 75 (24)                              | 75 (24)                              | 75 (24)                              | 75 (24)                              | 73 (23)                              | 70 (21)                              | 72.5 (22.5)                          |
| الهطول إنش (سم)                      | 1.0 (2.5)                            | 0.9 (2.3)                            | 1.2 (3)                              | 1.3 (3.3)                            | 3.6 (9.1)                            | 2.1 (5.3)                            | 1.1 (2.8)                            | 1.9 (4.8)                            | 3.1 (8)                              | 5.1 (13)                             | 1.8 (4.6)                            | 1.1 (2.8)                            | 24 (62)                              |
| المصدر: Weatherbase                  |                                      |                                      |                                      |                                      |                                      |                                      |                                      |                                      |                                      |                                      |                                      |                                      |                                      |

## وصلات خارجية
Official U.S. military website
- NSGtmo.navy.mil نسخة محفوظة 31 أكتوبر 2007 على موقع واي باك مشين. — "U.S. Naval Station Guantanamo Bay Cuba: The United States' oldest overseas Naval Base"

Maps and photos
- Google Maps
- Virtual 3D Walkthrough of Camp Delta (from the Art project Zone*Interdite - requires Windows download)  نسخة محفوظة 26 مارس 2021 على موقع واي باك مشين.